# Hrvatska udruga studenata zrakoplovstva
Hrvatska udruga studenata zrakoplovstva neprofitabilna je studentska udruga, nastala 1999. godine na Fakultetu strojarstva i brodogradnje, Sveučilišta u Zagrebu radi promicanja interesa studenata zrakoplovstva.
Cilj udruge je promicanje zrakoplovstva kao znanstvene discipline te povezivanje studenata kako na studiju zrakoplovstva u Zagrebu tako i s kolegama iz Europe i svijeta. Rad se udruge bazira u pomaganju studentima u pronalaženju studentskih praksi, sudjelovanjima u eksperimentalnom radu na najpoznatijim zrakoplovnim institutima u Europi te komunikaciji s profesorima i znanstvenicima iz zrakoplovstva i srodnih područja.
Udruga je članica EUROAVIA-e, Europske udruge studenata zrakoplovstva, što znatno olakšava suradnju s udrugama iz inozemstva. EUROAVIA je osnovana 1959. godine. Okuplja 31 članicu (Sveučilište) iz 17 europskih zemalja i predstavlja inicijalnu bazu za integraciju zrakoplovne industrije u Europi među mladim stručnjacima. Svake godine organizira se nekoliko događaja (kongresi, radionice, simpoziji i sl.) kroz koje studenti stječu iskustvo, te stvaraju mnoga europska poznanstva.
Neki od uspješnijih projekata su bespilotna letjelica „Marica“ i raketni motor „RM1“ kao i serija edukacijskih predavanja Let's Go Flying.
Trenutno su 4. najuspješnija udruga Air Cargo Challenge natjecanja u organizaciji EUROAVIA-e na kojem sudjeluju ekipe iz cijelog svijeta, a ne samo Europe. Ekipa EUROAVIA Zagreb s letjelicom HUSZ Tern je 2015. godine osvojila prvo mjesto na ACC-u organiziranom u Stuttgartu, a zatim su bili domaćini sljedećem Air Cargo Challenge natjecanju 2017. godine koji se onda organizirao u Zagrebu na aerodromu Lučko. U tijeku su pripreme za ACC 2022. koji organizira TU Munich.
Udruga surađuje s postojećom zrakoplovnom industrijom u Hrvatskoj, ali povezana je i s firmama iz IT, automobilske i drugih industrija zbog široke prirode zrakoplovstva kao znanstvenog područja, ali i manjka te industrije u Hrvatskoj.

## Vanjske poveznice
- https://www.crocontrol.hr/mediji/novosti/hkzp-u-dodijeljena-zahvalnica-za-potporu-projektu-letjelice-husz-tern/
- https://www.cambridge.org/core/journals/aeronautical-journal/article/abs/mass-prediction-models-for-air-cargo-challenge-aircraft/514FAA316AC97B7FE9A3694E90ED1FDC
- https://www.youtube.com/watch?v=oRFTXcbkFO4